# Јасенак (Обреновац)
Јасенак је насеље у градској општини Обреновац у граду Београду. Према попису из 2022. било је 628 становника.

## Историја
У Првом српском устанку у Јасенку је био капетан Милован Ристић.

## Демографија
У насељу Јасенак живи 536 пунолетних становника, а просечна старост становништва износи 42,7 година (41,5 код мушкараца и 44,0 код жена). У насељу има 220 домаћинстава, а просечан број чланова по домаћинству је 3,02.
Ово насеље је великим делом насељено Србима (према попису из 2002. године).
|  |

| Демографија | Демографија | Демографија |
| Година      | Становника  | Становника  |
| ----------- | ----------- | ----------- |
| 1948.       | 838         |             |
| 1953.       | 839         |             |
| 1961.       | 829         |             |
| 1971.       | 737         |             |
| 1981.       | 704         |             |
| 1991.       | 713         | 662         |
| 2002.       | 664         | 721         |

| Етнички састав према попису из 2002.‍ | Етнички састав према попису из 2002.‍ | Етнички састав према попису из 2002.‍ | Етнички састав према попису из 2002.‍ | Етнички састав према попису из 2002.‍ |
| ------------------------------------ | ------------------------------------ | ------------------------------------ | ------------------------------------ | ------------------------------------ |
|                                      |                                      |                                      |                                      |                                      |
| Срби                                 | Срби                                 |                                      | 650                                  | 97,89%                               |
| Хрвати                               | Хрвати                               |                                      | 2                                    | 0,30%                                |
| Муслимани                            | Муслимани                            |                                      | 2                                    | 0,30%                                |
| Црногорци                            | Црногорци                            |                                      | 1                                    | 0,15%                                |
| Мађари                               | Мађари                               |                                      | 1                                    | 0,15%                                |
| непознато                            | непознато                            |                                      | 7                                    | 1,05%                                |

| Година пописа     | 1948. | 1953. | 1961. | 1971. | 1981. | 1991. | 2002. |
| ----------------- | ----- | ----- | ----- | ----- | ----- | ----- | ----- |
| Број домаћинстава | 169   | 190   | 205   | 208   | 215   | 206   | 220   |

| Број чланова      | 1  | 2  | 3  | 4  | 5  | 6  | 7 | 8 | 9 | 10 и више | Просек |
| ----------------- | -- | -- | -- | -- | -- | -- | - | - | - | --------- | ------ |
| Број домаћинстава | 52 | 60 | 29 | 26 | 23 | 25 | 4 | 1 | 0 | 0         | 3,02   |

| Пол    | Укупно | Неожењен/Неудата | Ожењен/Удата | Удовац/Удовица | Разведен/Разведена | Непознато |
| ------ | ------ | ---------------- | ------------ | -------------- | ------------------ | --------- |
| Мушки  | 282    | 64               | 180          | 25             | 10                 | 3         |
| Женски | 274    | 32               | 181          | 54             | 6                  | 1         |
| УКУПНО | 556    | 96               | 361          | 79             | 16                 | 4         |

| Пол    | Укупно                    | Пољопривреда, лов и шумарство | Рибарство                            | Вађење руде и камена | Прерађивачка индустрија       |
| ------ | ------------------------- | ----------------------------- | ------------------------------------ | -------------------- | ----------------------------- |
| Мушки  | 148                       | 59                            | 0                                    | 0                    | 33                            |
| Женски | 79                        | 38                            | 0                                    | 0                    | 3                             |
| УКУПНО | 227                       | 97                            | 0                                    | 0                    | 36                            |
| Пол    | Производња и снабдевање   | Грађевинарство                | Трговина                             | Хотели и ресторани   | Саобраћај, складиштење и везе |
| Мушки  | 11                        | 9                             | 10                                   | 0                    | 15                            |
| Женски | 0                         | 1                             | 13                                   | 0                    | 1                             |
| УКУПНО | 11                        | 10                            | 23                                   | 0                    | 16                            |
| Пол    | Финансијско посредовање   | Некретнине                    | Државна управа и одбрана             | Образовање           | Здравствени и социјални рад   |
| Мушки  | 0                         | 0                             | 4                                    | 2                    | 1                             |
| Женски | 1                         | 3                             | 2                                    | 4                    | 11                            |
| УКУПНО | 1                         | 3                             | 6                                    | 6                    | 12                            |
| Пол    | Остале услужне активности | Приватна домаћинства          | Екстериторијалне организације и тела | Непознато            | Непознато                     |
| Мушки  | 2                         | 0                             | 0                                    | 2                    | 2                             |
| Женски | 2                         | 0                             | 0                                    | 0                    | 0                             |
| УКУПНО | 4                         | 0                             | 0                                    | 2                    | 2                             |